# Warcq (Mosa)
Warcq è un comune francese di 212 abitanti situato nel dipartimento della Mosa nella regione del Grand Est.

## Società

### Evoluzione demografica
Abitanti censiti